# Microhierax
Microhierax – rodzaj ptaków z podrodziny sokołów (Falconinae) w rodzinie sokołowatych (Falconidae).

## Zasięg występowania
Rodzaj obejmuje gatunki występujące w Azji.

## Morfologia
Długość ciała 14–19 cm, rozpiętość skrzydeł 27–37 cm; masa ciała 28–75 g.

## Systematyka

### Etymologia
- Ierax: gr. ἱεραξ hierax, ἱερακος hierakos „sokół, jastrząb”[5]. Gatunek typowy: Falco caerulescens Linnaeus, 1758; młodszy homonim Ierax W.E. Leach, 1816 (Accipitridae).
- Microhierax: gr. μικρος mikros „mały”; ἱεραξ hierax, ἱερακος hierakos „sokół, jastrząb”[6].

### Podział systematyczny
Do rodzaju należą następujące gatunki:
- Microhierax erythrogenys (Vigors, 1831) – sokolik białobrzuchy
- Microhierax fringillarius Drapiez, 1824 – sokolik rdzawobrzuchy
- Microhierax latifrons Sharpe, 1879 – sokolik białoczelny
- Microhierax caerulescens (Linnaeus, 1758) – sokolik rudogardły
- Microhierax melanoleucus (Blyth, 1843) – sokolik srokaty